# Voïvodie de Mstislaw
1566–1772
Entités précédentes :
- Grand-duché de Lituanie

Entités suivantes :
- Empire russe

La voïvodie de Mstislaw ou voïvodie de Mścisław (en biélorusse : Амсьці́слаўскае ваяво́дзтва, en polonais : Województwo Mścisławskie, en latin : Palatinatus Mscislaviensis) était une division administrative du grand-duché de Lituanie (et, à partir de 1569, de la république des Deux Nations), du Xe siècle jusqu'aux partages de la Pologne en 1795.
Zygmunt Gloger, dans son monumental ouvrage sur la Géographie historique des terres de l'ancienne Pologne, fournit cette description de la voïvodie de Mscislaw :
« Mscislaw (Mscislavia), qui se trouve sur la rivière Wiechra, a probablement été fondée à la fin du XIIIe siècle et porte le nom du duc de Smolensk Mstislav Romanovitch l'Ancien. Au XIVe siècle, elle a été capturée par le grand-duché de Lituanie, et en est restée pendant un certain temps un fief (...) En 1538, le duché de Mscislaw était déjà gouverné par un staroste, qui sous le règne du roi Zygmunt August, fut renommé en voïvode, tandis que le duché fut transformé en voïvodie. Le premier voïvode de Mscislaw était Jerzy Oscik, armoiries de Traby.

La voïvodie de Mscislaw n'était pas divisée en comtés. Ses sejmiks ont eu lieu à Mscislaw, où deux députés au Sejm ont été élus, et deux au Tribunal lituanien (...) Elle cessa d'exister en 1772, lorsqu'après le premier partage de la Pologne, la voïvodie de Mscislaw fut annexée par l'Empire russe ».
Siège du gouverneur de la voïvodie (Voïvode) :
- Mscislaw

## Division administrative
- La voïvodie n'était pas divisée en comtés.